# Putanges-le-Lac
Putanges-le-Lac ist eine französische Gemeinde mit 2.115 Einwohnern (Stand 1. Januar 2022) im Département Orne in der Region Normandie. Sie gehört zum Arrondissement Argentan und zum Kanton Athis-Val de Rouvre.
Sie entstand mit Wirkung vom 1. Januar 2016 als Commune nouvelle durch die Zusammenlegung der bisherigen Gemeinden Chênedouit, La Forêt-Auvray, La Fresnaye-au-Sauvage, Ménil-Jean, Putanges-Pont-Écrepin, Rabodanges, Les Rotours, Saint-Aubert-sur-Orne und Sainte-Croix-sur-Orne, die in der neuen Gemeinde den Status einer Commune déléguée haben. Der Verwaltungssitz befindet sich im Ort Putanges-Pont-Écrepin.

## Gliederung
| Ortsteil                                | ehemaliger INSEE-Code | Fläche (km²) | Einwohnerzahl zum 1. Januar 2022 |
| --------------------------------------- | --------------------- | ------------ | -------------------------------- |
| Putanges-Pont-Écrepin (Verwaltungssitz) | 61339                 | 10,12        | 980                              |
| Chênedouit                              | 61106                 | 08,93        | 168                              |
| La Forêt-Auvray                         | 61174                 | 10,96        | 168                              |
| La Fresnaye-au-Sauvage                  | 61179                 | 11,98        | 224                              |
| Ménil-Jean                              | 61270                 | 07,04        | 114                              |
| Rabodanges                              | 61340                 | 09,32        | 174                              |
| Les Rotours                             | 61354                 | 05,06        | 113                              |
| Saint-Aubert-sur-Orne                   | 61364                 | 09,69        | 098                              |
| Sainte-Croix-sur-Orne                   | 61378                 | 03,81        | 076                              |

## Lage
Putanges-le-Lac liegt rund 17 Kilometer westlich von Argentan. Das Gemeindegebiet wird vom Fluss Orne durchquert.